# Betty Rea

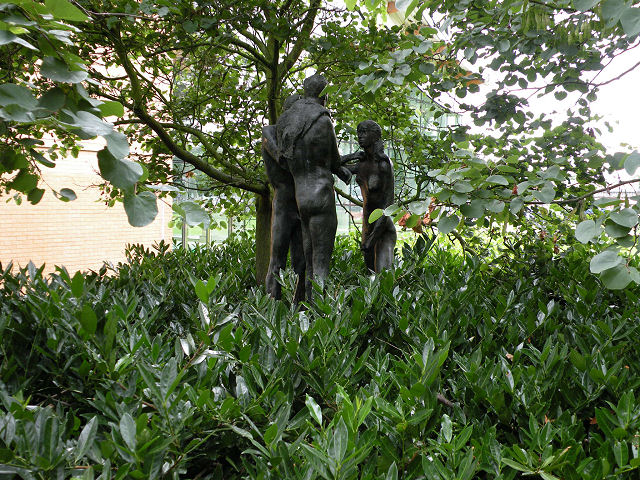
The Swimmers, Cambridge

Elizabeth Marion Rea-Bevan of beter bekend als Betty Rea (Londen, 1904 – 1965) was een Engelse beeldhouwster.

## Leven en werk
Betty Bevan ving in 1922 een studie schilderkunst aan de Regent Street Polytechnic in Londen aan. In 1924 veranderde zij haar studierichting naar de beeldhouwkunst en studeerde bij Ernest Cole aan het Royal College of Art. Zij raakte gedurende haar studietijd bevriend met Henry Moore.
In 1926 huwde zij met James Rea, een zoon van de liberale Baron Rea. Het paar kreeg twee kinderen, Nicolas Rea, 3rd Baron Rea in 1928 en Julian in 1931. In 1942 scheidden zij. Gedurende de dertiger jaren van de vorige eeuw hield zij zich bezig met antifascistische, linkse politiek en van 1934 tot 1936 was zij secretaris van de in 1933 gestichte Artists' International Association, een organisatie die het imperialisme, het fascisme en het kolonialisme door middel van kunst wilde tegengaan. Gedurende de Tweede Wereldoorlog gaf zij schilderles aan geëvacueerde kinderen in de streek rond Huntingdon in Cambridgeshire. Van 1949 tot 1964 doceerde zij beeldhouwkunst aan het Homerton College in Cambridge.
In 1955 nam Betty Rea met de illustrator Paul Hogarth en de schilder Carel Weight deel aan de reizende tentoonstelling Looking at People. De expositie begon met werken van deze drie kunstenaars, maar eindigde in 1956 in de South London Art Gallery in Londen met vele kunstwerken van 8 kunstenaars (onder anderen Derrick Greaves). De expositie bezocht hierna de Sovjet-Unie en het was daar, na 1917, met 156 werken de eerste tentoonstelling van hedendaagse Britse kunst.
Het archief van Betty Rea bevindt zich bij het Henry Moore Institute in Leeds, dat in 2003 een publicatie uitgaf over haar beeldhouwwerk.

## Enkele werken
- The Beginner[2] Universiteit van Warwick in Warwick (Warwickshire)
- Three Boys bending over a Pool[3](ca. 1957), Resource Centre, Soham Village College in Soham
- Stretching Girl (1962), Public sculpture in Coventry
- Swimmers (1966, postuum), Cambridge Sculpture Trails, Cambridge Parkside Swimming Pool in Cambridge (voltooid door John W. Mills)